# Gunness
Gunness – wieś w Anglii, w hrabstwie Lincolnshire. Leży 41 km na północ od Lincoln i 234 km na północ od Londynu.